# Coregonus vessicus
Coregonus vessicus är en fiskart som beskrevs av Dryagin 1932. Coregonus vessicus ingår i släktet Coregonus och familjen laxfiskar. Inga underarter finns listade i Catalogue of Life.